# Feldspaten

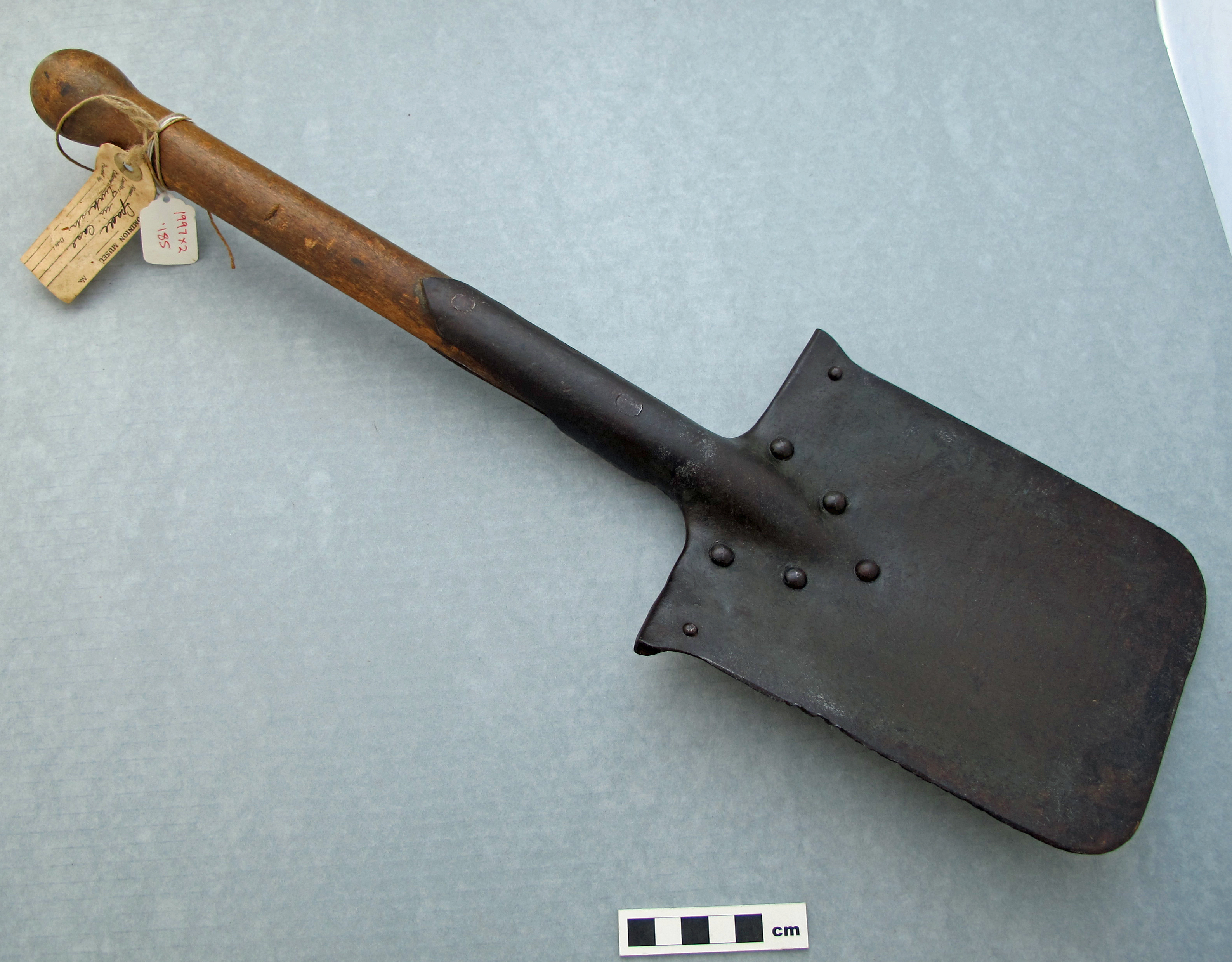
Das deutsche Spatenmodell 1898

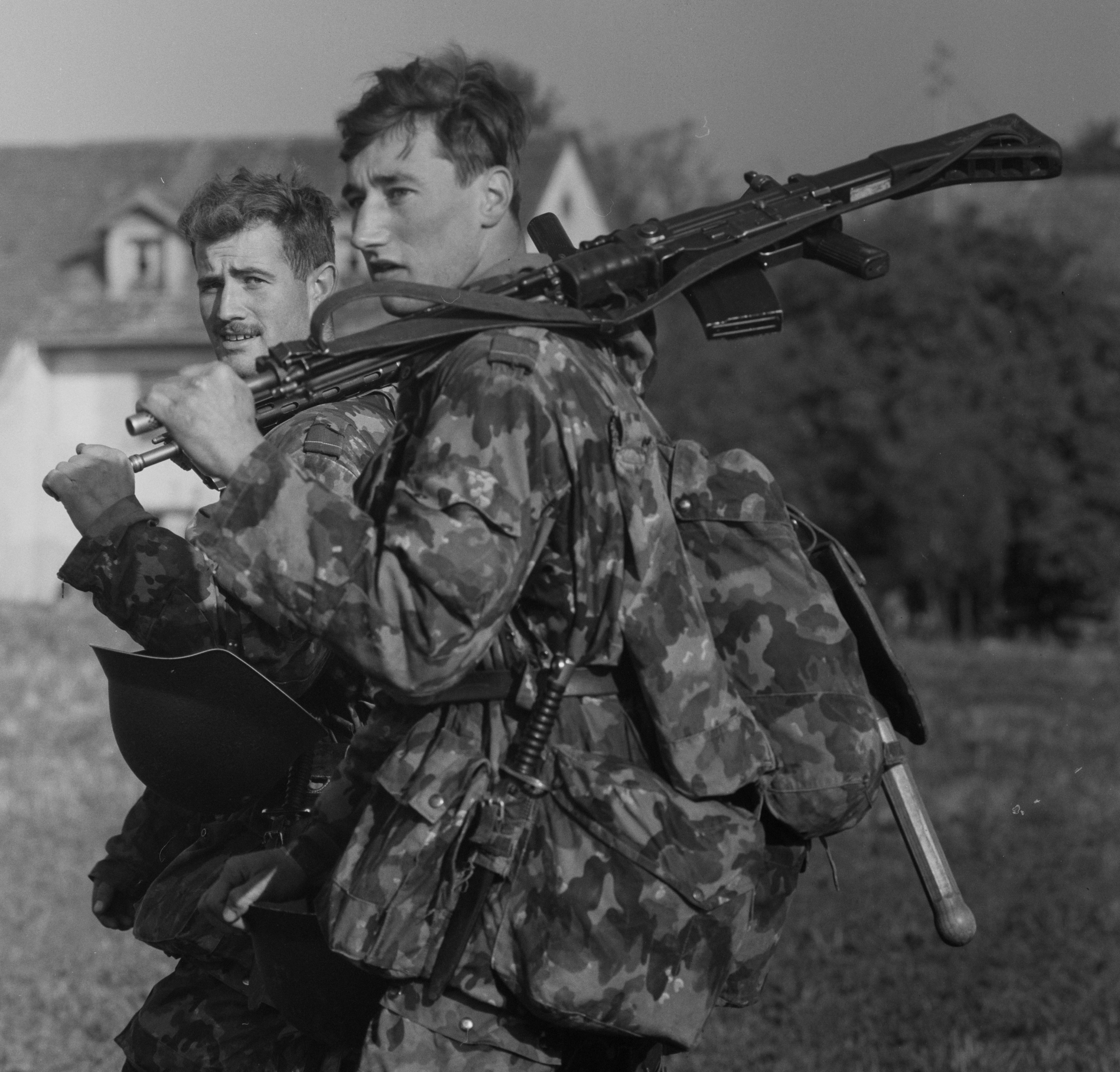
Schweizer Soldat mit einem Klappspaten auf dem Rücken

Der Feldspaten ist eine militärisch genutzte kurze Variante des Spatens. Er wird von Soldaten zum Ausheben von Erdbefestigungen wie Schützenmulde und Kampfstand, auch Schützengraben oder Schützenloch benutzt. Früher war zudem der Begriff des Schanzzeugs gebräuchlich. In beiden Weltkriegen und auch heute noch wird der kurze Feldspaten als Nahkampfwaffe genutzt.
Eine Variante des Feldspatens ist der Klappspaten. Spatenstiel und Spatenblatt sind beim Klappspaten durch ein Scharnier verbunden, wodurch das Gerät zusammengeklappt werden kann und weniger Platz benötigt.

## Geschichte und Verwendung

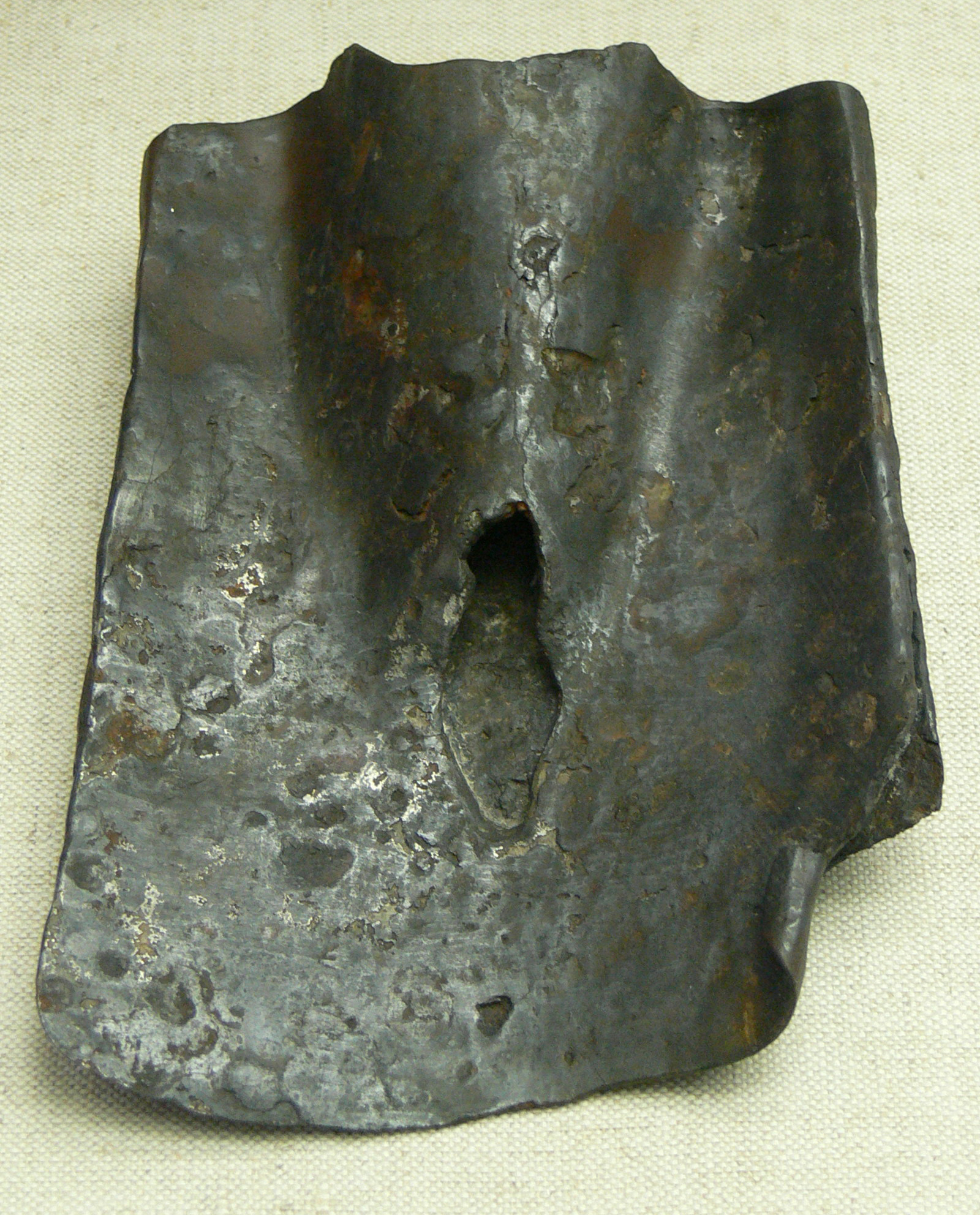
Römisches Pionierspatenblatt

Schon in der Antike führten militärische Einheiten Schanzwerkzeuge mit sich. So ist aus antiken Quellen und archäologischen Funden bekannt, dass römische Armeeeinheiten ihre Lager und Stellungen mit aufwendigen Erdarbeiten ausbauten. Militärisches Schanzzeug, wie das Rutrum oder die Dolabra, war Teil der Grundausstattung für den römischen Soldaten. Schanzarbeiten gehörten für ihn zur praxisbezogenen Ausbildung und Übung. Der archäologische Befund kennt hunderte von Übungslagern, die sich oft rund um große Kastelle finden.
Der Erfinder des modernen Feldspatens ist der dänische Offizier Mads Johan Buch Linnemann. Sein Feltspade (dänisch für Feldspaten) oder auch Den Linnemannske Spade (M.1870) wurde 1870 patentiert und in der dänischen Armee eingeführt. Linnemann reiste durch ganz Europa und stellte verschiedenen Heeresleitungen seine Erfindung vor. In Österreich-Ungarn wurde der Feldspaten 1870 eingeführt und in Wien wurde ein Werk für den Bau seines Feldspatens gebaut. In Deutschland wurde der Feldspaten 1874 eingeführt. Das russische Heer führte den Feldspaten 1878 als MPL-50 ein. Frankreich führte den Linnemannschen Spaten 1879 ein. 
Für das US-amerikanische Heer wurde von Edmund Zalinski ebenfalls ein Feldspaten konzipiert.

## Deutschland

### Kaiserliches Heer

#### Modell 1874

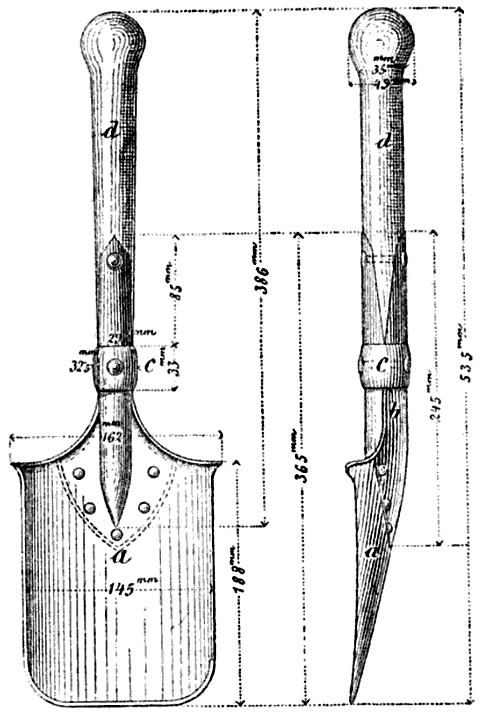
Der Feldspaten M1874

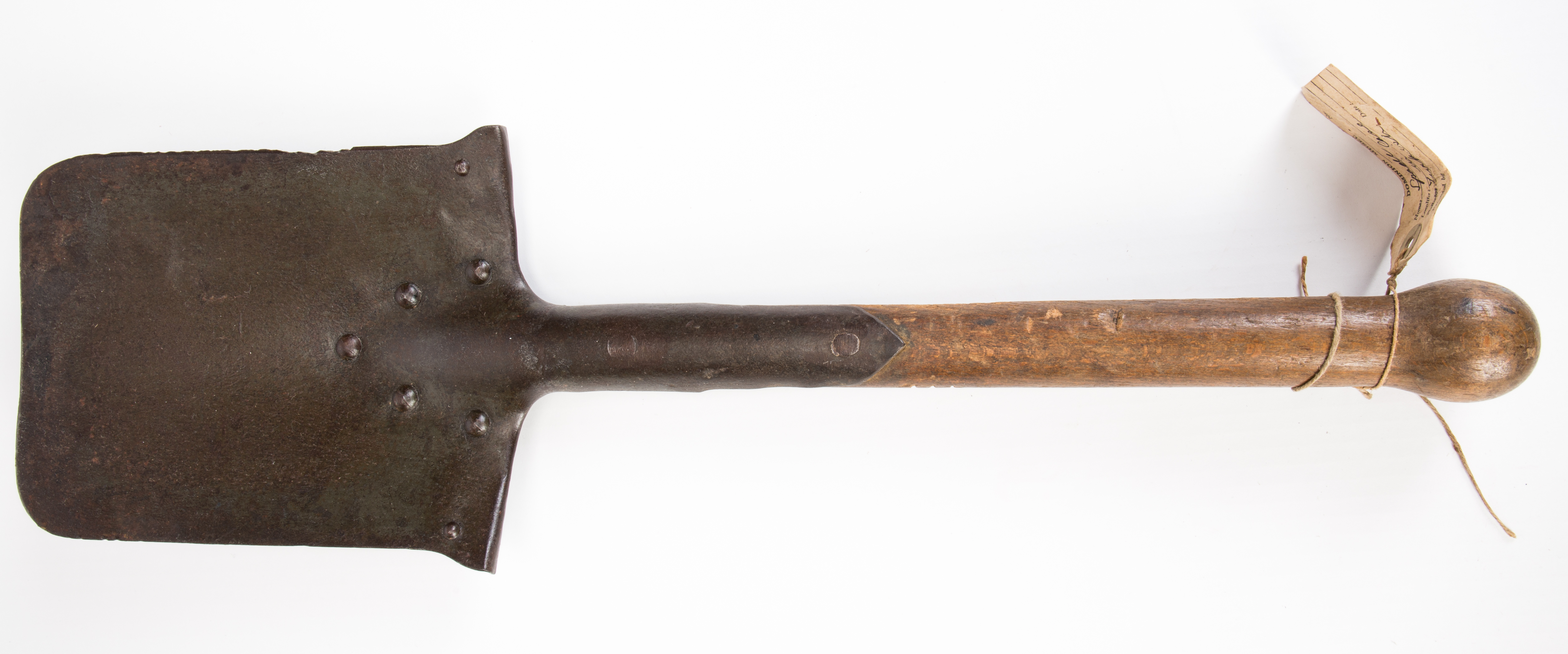
Das Spatenmodell 1898 (Vorderseite)

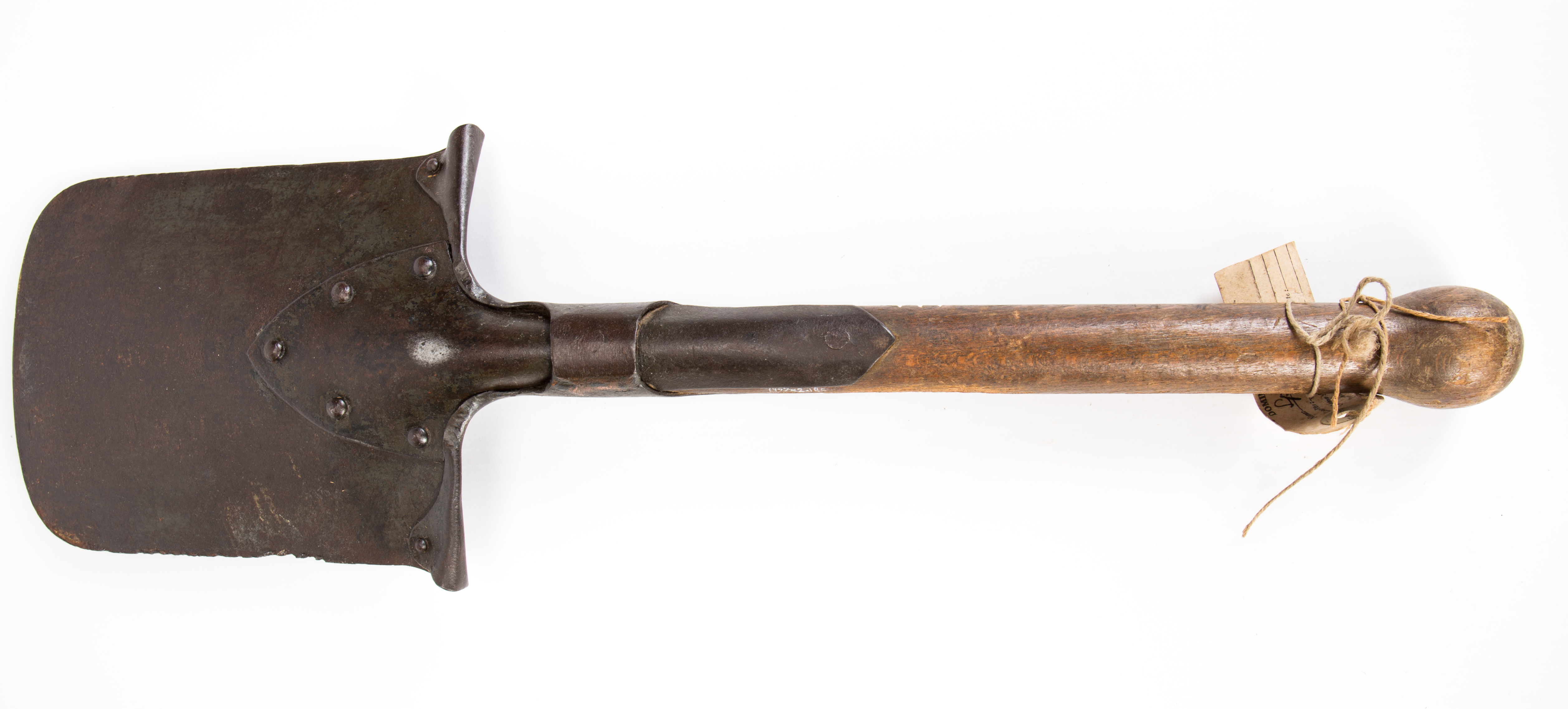
Das Spatenmodell 1898 (Rückseite)

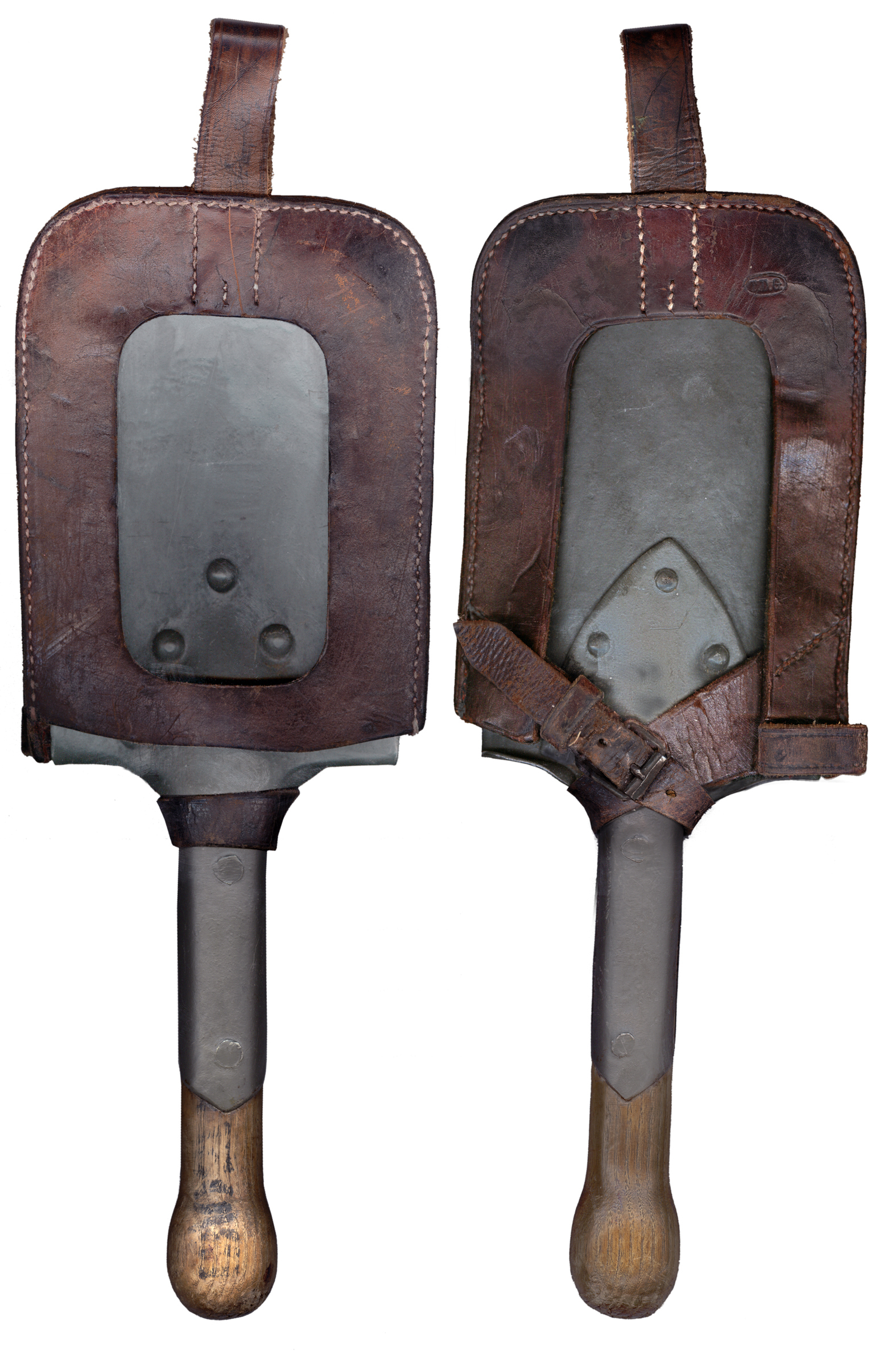
Maschinengewehrkompanien des kaiserlichen Heeres erhielten verkleinerte Ausführungen des Spatens

Anfang April 1874 wurde von Feldversuchen berichtet, die „mit dem in der dänischen Armee eingeführten sogenannten Linnemann’schen Spaten“ gemacht wurden. Es war geplant bei einem günstigen Versuchsausfall große Mengen des Spatens anzuschaffen. In dieser Zeit wurde von Seiten einiger Offiziere gegen die Einführung des Spatens angeschrieben, so im August desselben Jahres. Es gab damals bereits etliche Verantwortliche, die den Grabenkrieg und das Heranführen der Gräben an den Feind als die Quintessenz der kommenden Kriegführung ansahen, was von anderer Seite bestritten wurde, da für diese das offensive Moment verloren ging. Vielmehr sah diese Fraktion den Graben als ein defensives Mittel an. Daher betrachteten die Gegner des Feldspatens dessen Mitführung durch den Infanteristen als Unglück, da so die Beweglichkeit der Truppe durch die Mehrbelastung des Einzelnen leiden würde. Des Weiteren wurde bemängelt, dass der Soldat den kurzen Feldspaten nur kniend bedienen konnte, was ja eine unbequeme Haltung zum Graben sei. Die Feldspatengegner gingen davon aus, dass eine preußische Kompanie mit weniger Spaten von normaler Größe dasselbe leisten konnte. Das Bild des in Frontstellung kauernden und grabenden Soldaten, das andere Offiziere durch die fortschreitende Waffentechnik bereits als künftiges Szenario im Blick hatten, war bei etlichen Verantwortlichen noch nicht angekommen. Vielfach war offensichtlich noch das Bild des klassischen Linieninfanteristen gegenwärtig.
Das deutsche Kaiserreich führte aufgrund der positiven Feldversuche den Spaten nach dem System Linnemann als tragbares Schanzzeug am 26. November 1874 auf höchsten kaiserlichen Erlass hin für Infanterie- und Jägerbataillone ein. Mit der Bezeichnung tragbares Schanzzeug unterschied sich der 0,70 bis 0,77 Kilogramm schwere Spaten aus Eschenholz und gehärtetem Gußstahlblech vom großen Schanzzeug. Das Futteral für den Feldspaten M1874 umschloss das Spatenblatt und besaß einen Trageriemen, der 23 Zentimeter über dem Futteral eine 3,2 Zentimeter breite Öse für den Spatenstiel besaß. Das tragbare Schanzzeug wurde damit über die rechte Schulter, den Säbelgurt, den beiden Tornisterriemen und den Brotbeutelriemen gehängt und lag an der linken Tasche des Feldrocks an. Das nach rechts und oben zeigende Stielende des Schanzzeugs befand sich damit zwischen der Mantelrolle und dem Tornister.

#### Modell 1887
Das erste Nachfolgemodell (M87) erschien 1887, wobei es sich hier eigentlich nur um eine veränderte Tragweise mit neuer Spatentasche handelte. Seit der Verfügung vom 3. März 1887 wurde das tragbare Schanzzeug hinter dem Seitengewehrschuh auf das Koppel geschoben. Damit übernahmen die Verantwortlichen unter anderem in ähnlicher Form die bereits von Anfang an in Österreich übliche Trageweise des Spatens.

#### Modelle 1898
Im Jahr 1898 (M98) erschien das nächste Spatenmodell, das als Hauptunterschied eine verstärkte Trittkante besaß, die links und rechts des Spatenblattes vernietet war. Anstelle des Metallrings, der die Tülle bisher zusätzlich zusammengehalten hatte, wurde diese Aufgabe nun von einem aus einem Stahlblech geschnittenen Werkstück übernommen. Im Bereich der Tülle ringförmig zusammengeschmiedet, wurde dieses Blech wie beim ursprünglichen Ring, durch eine Nietpunkt am Holzschaft des Griffes gesichert. Der Nietkopf war an diesem Punkt und an der weiter oben sitzenden Nietstelle der Tülle beim Modell 98 abgeflacht ausgeführt, da die halbrunden Nietköpfe beim Marschieren am Mann scheuern konnten.
Im Ersten Weltkrieg wurden alle drei Modelle eingesetzt und – scharf angeschliffen – zu einer gefürchteten Waffe im Grabenkrieg Mann gegen Mann. Da die Briten im Gegensatz zu den anderen Ländern keinen handlichen Feldspaten besaßen, sondern Konstruktion namens Pattern 1908 entrenching tool einsetzten, die erst zusammengesetzt werden musste und eine Mischung aus Spitzhacke und Feldspaten war, waren deutsche Feldspaten eine beliebte Beutewaffe.

### Reichswehr
Der nun als kleines Schanzzeug bekannte Spaten M98 wurde bei der Reichswehr in unveränderter Form beibehalten. Der Spaten besaß ein leicht gewölbtes rechteckiges Blatt, an dem mittels fünf Niete eine Tülle befestigt war, die einen kurzen naturfarbenen Holzstiel aufnahm. Die Gesamtlänge des Schanzzeugs betrug rund 55 Zentimeter, das Blatt selbst war rund 20 Zentimeter lang und 15 Zentimeter breit. Das Futteral für den Spaten bestand aus einem geschwärzten oder grauen Lederrahmen, der nach unten hin offen blieb. Dort konnte das Spatenblatt hineingeschoben werden. Mittels einem an den Rahmen genähten Lederriemen mit Dornschnalle, der um den oberen Spatenschaft geschlungen wurde, konnte der Spaten in dem Futteral fixiert werden. Am oberen Ende der Spatentasche waren je zwei Lederschlaufen eingenäht worden, mit denen das Schanzzeug transportiert werden konnte. Es wurden auch Spaten mit spitzen Blättern ausgegeben. In diesen Fällen war auch das Futteral für den Spaten entsprechend am oberen Ende spitz zulaufend gearbeitet. Diese Taschen besaßen nur eine Lederschlaufe an dem spitz zulaufenden Endpunkt. Wie die Verfügung vom 2. August 1921 vorschrieb, saß der auf das Koppel geschobene Spaten an der hinteren linken Hüfte, das Seitengewehr wurde zwischen den beiden Henkelschaufen der Spatentasche mit auf das Koppel gezogen und lag über dieser. Bei den spitz zulaufenden Futteralen wurde die Seitengewehrscheide vor der Schlaufe getragen. Der Lederriemen mit Dornschnalle wurde nach dem Anlegen von Seitengewehr und Spaten um die Scheide und den Spatenschaft gezogen und beide Gegenstände damit fixiert.

### Wehrmacht
Nachdem zu Beginn der 1930er Jahre das Widerstandsschweißen Einzug in die serielle Produktion hielt, kamen erstmals geschweißte Versionen des Spatens an die Truppe. Anstelle der bisherigen fünf Niete, die das Spatenblatt mit der Tülle verbanden, besaß dieser Feldspaten fünf Schweißpunkte. Der mit einer Niet fixierte Metallring, der die Tülle beim Urmodell zusätzlich umschloss, fehlte. Dafür war nun erstmals die Trittkante am Spatenblatt vollständig umbördelt.
Mit der Verfügung vom 26. Januar 1938 (HV 38C, Nr. 82) wurde aus Einsparungsgründen die Verwendung von Kunstleder für die Spatentaschen angeordnet. Für die Trageschlaufen und den Befestigungsriemen war weiterhin Leder vorgesehen. Die Verfügung vom 12. November 1938 (HV 38C, Nr. 1038) gab die Einführung eines zusammenklappbaren Schanzzeugs, des Klappspatens, bekannt. Dieser sollte in der Folgezeit den bisherigen Feldspaten ersetzen. Ziel war es, einen komfortableren Feldspaten einsetzen zu können, da der Klappspaten unter anderem mit einem längeren Holzstiel ausgestattet werden konnte, ohne die Verstaulänge zu erhöhen. Der Klappspaten, der ein spitzes Blatt besaß, hatte ausgeklappt eine Länge von rund 70, eingeklappt 50 cm. Dieses Blatt konnte mittels einer aus Bakelit gefertigten Überwurfmutter in drei Stellungen fixieren werden. Neben der senkrechten Haltung war nun eine Positionierung in Stielrichtung und im 90-Grad-Winkel zum aus Holz gefertigten Stiel möglich. Dadurch konnte der Spaten auch als Hacke eingesetzt werden. Der deutsche Klappspaten wurde gattungsprägend und gilt als Urvater dieses Spatenmodells. Die Funktionsweise wurde weltweit kopiert. Neben dem Klappspaten blieb in Deutschland jedoch das ältere, „stehende“ Modell während des Zweiten Weltkriegs wesentlich verbreiteter. Der Vorteil gegenüber dem Klappspaten war dessen einfachere, schnellere und damit auch günstigere Herstellungsweise, was insbesondere während des weiteren Kriegsverlaufs der Verknappung vieler Güter entgegentrat. Das schwarz lackierte Metall des eigentlichen Spatenblatts wurde sowohl beim älteren Modell, als auch beim Klappspaten in ein Leder- beziehungsweise Kunstlederfutteral geschoben. Beim Klappspaten war die Tragetasche unten spitz und oben eckig ausgeführt und bestand aus schwarzem oder feldgrauem Leder beziehungsweise Kunstleder. Während des Krieges bestand die Hülle der meisten Klappspaten aus olivfarbenem Segeltuch mit Schlaufen aus Webgurten. Im Gegensatz zum bisherigen Feldspaten wurde das Spatenblatt des Klappmodells von oben in das Futteral geschoben. Von Außen wurde die Konstruktion von einem Querriemen gehalten, Die obere Öffnung sicherte ein aufgeknöpfter senkrechter Riemen. Eine breite Trageschlaufe war an der dem Körper zugewandten Seite aufgenäht oder aufgenietet. Diese Schutzhülle wurde aus Einsparungsgründen im Laufe des Krieges durch geschwärzte Exemplare aus Pressstoff, einem Ersatzmaterial aus speziell geschichtetem und behandeltem Papierzellstoff, ersetzt. Die als Rahmen gefertigten Spatenhüllen besaßen ursprünglich an der Vorder- und Rückseite in der Mitte eine rechteckige Aussparung durch die der Spaten selbst sichtbar wurde. Mittels der Trageschlaufen an den Futteralen wurden beide Spatenmodell auf das Koppel aufgeschoben und hinter der linken Hüfte getragen. Dabei konnten die Hüllen je nach Hersteller eine oder zwei Befestigungsschlaufen besitzen. Bei Ausführungen mit zwei Schlaufen wurde die Tasche für das Seitengewehr dazwischen mit aufgeschoben, bei Modellen mit einer Schlaufe kam die Seitengewehrtasche darüber. Der außen schräg aufgesetzte Schnallriemen der Spatentasche war extra lang ausgeführt, um gleichzeitig das Seitengewehr zu fixieren. Neben diesen bekanntesten Formen des damaligen Schanzzeugs sind auch weiterhin stehende Spaten mit spitzem Blatt in Verwendung gewesen. Weitere von der Norm abweichende Spaten und Taschen wurden während des Dritten Reichs teilweise auch von nichtmilitärischen Organisationen getragen und im Zuge der immer schwieriger werdenden Versorgungslage auch beim Militär eingesetzt. Daher fanden sich dort auch Spatentaschen, deren rückseitiger Rahmen durchgehend aus Leder besteht oder Taschen aus Segeltuch mit Webgurtschlaufen.

### Bundesgrenzschutz
Der am 16. März 1951 ins Leben gerufene Bundesgrenzschutz (BGS) folgte in seiner optischen Gestaltung einer weiterentwickelten preußischen Linie, wobei die bis 1945 erfolgten Entwicklungen der deutschen Armee teilweise Aufnahme in die Reglements fanden. Im BGS hatte das optische Erscheinungsbild des deutschen Soldaten seine kontinuierliche Fortsetzung. Dies auch aus Gründen der damaligen Machbarkeit, die nur geringe finanzielle Sprünge zuließ. Der stehende Feldspaten in seiner letzten Entwicklungsstufe sowie der deutsche Klappspaten M38 wurden daher weiterhin genutzt und erst langsam durch neu erstellte Nachbauten ergänzt. Der BGS-Klappspaten sah daher dem Modell M38 immer sehr ähnlich. Gleiches galt für den stehenden Feldspaten, der in der geschweißten Vorkriegsversion wiederaufgelegt wurde. Die schwarz gefärbten Lederfutteral waren vernäht und teils zusätzlich vernietet. Der früher weiße gewachste Nähfaden des Lederzeugs war nun von Haus aus schwarz gefärbt. Zudem verrieten Stempelmarken vielfach die Nachkriegsproduktion. Das Spatenblatt war bei den frühen Nachbauten ebenfalls wieder schwarz lackiert. Der später bevorzugt verwendete Klappspaten M38 wurde im Laufe der Zeit in einer BGS-grün gefärbten Version ausgegeben.

### Bundeswehr

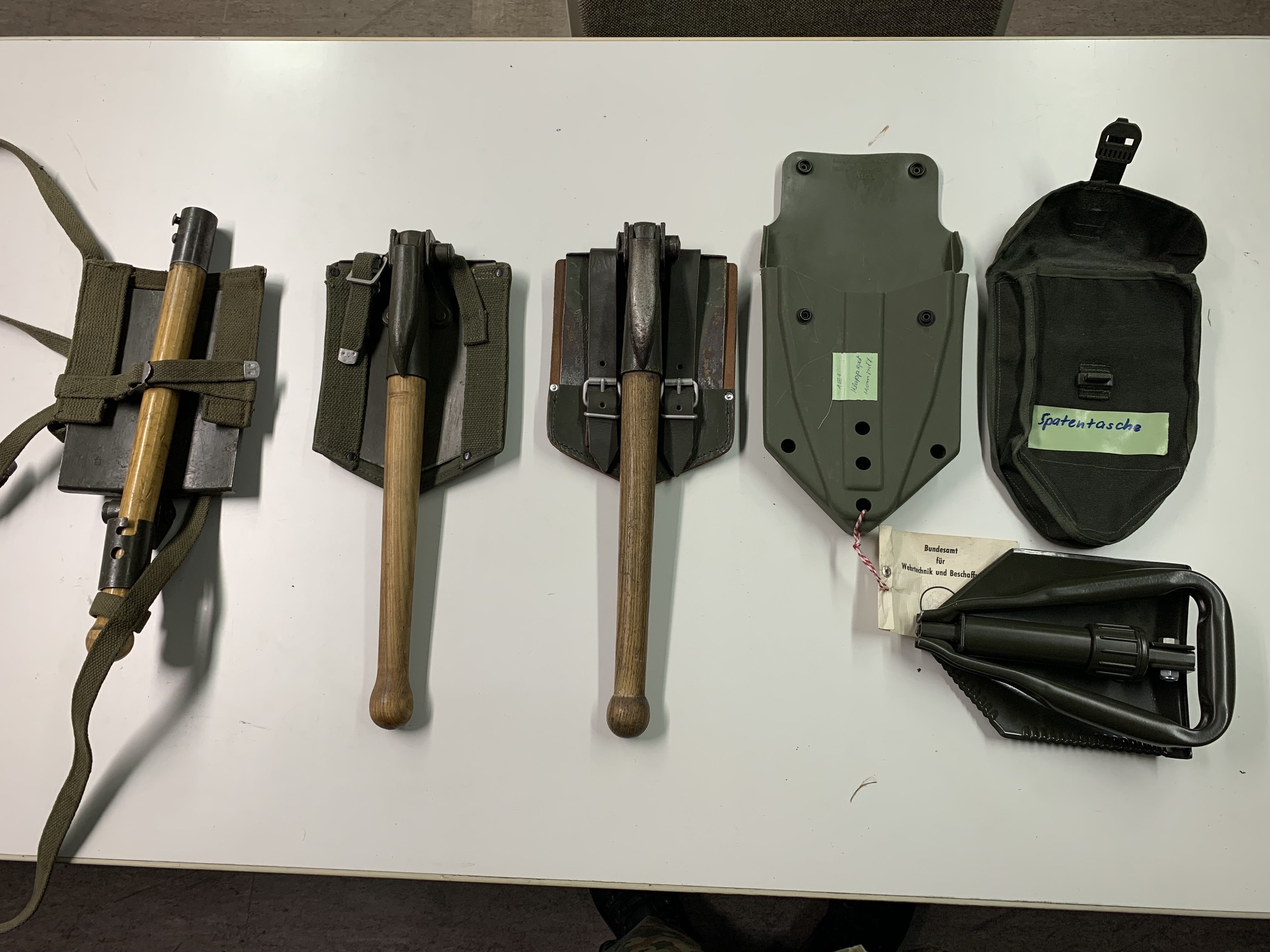
Klappspaten der Bundeswehr.

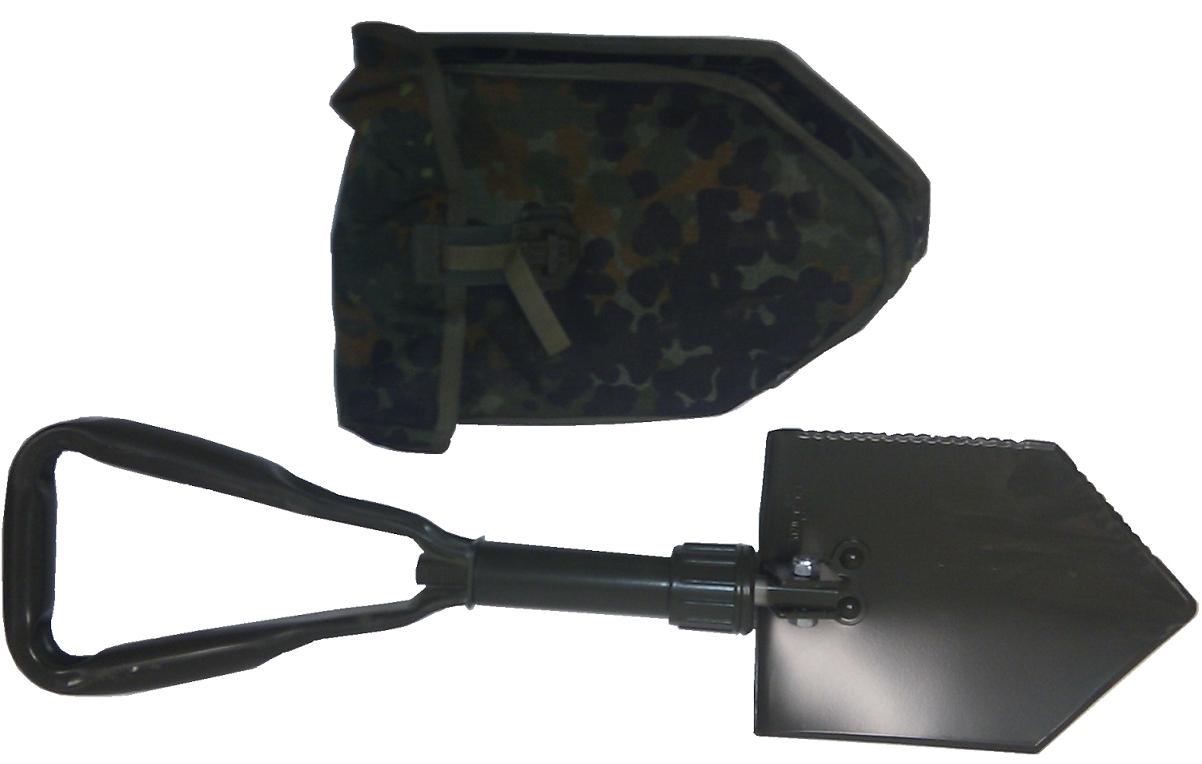
Letztes Modell der Bundeswehr. Das Flecktarnmuster wurde 1991 eingeführt

Für die Ausstattung der Bundeswehr mit Feldspaten im Rahmen der persönlichen Ausstattung der Soldaten stand von Beginn an eine Forderung aus den Erfahrungen
des 2. Weltkrieges, formuliert in einer Arbeitsbesprechung im Jahre 1954 des Amtes Blank durch den General a. D. Adolf Heusinger: „Spaten muß immer am Mann sein! Also am Kampfanzug tragen!“
Die Anfangsausstattung der Bundeswehr, analysiert aus Fotos dieser Zeit, ist hinsichtlich der Ausstattung mit Feldspaten nicht einwandfrei nachzuvollziehen.
Die Ausstattung der übernommenen Verbände des Bundesgrenzschutzes und auch möglicherweise ehemalige Bestände der Wehrmacht, beide mit nicht klappbaren Modellen,
mögen eine Rolle gespielt haben.
Die erste Version speziell für die Bundeswehr war zunächst ein Steckspaten mit ausklappbaren Dorn bzw. schmaler Hackenspitze, der am Tragrriemen vor der Brust getragen werden konnte.
Das Spatenblatt mit Dorn wurde auf den Griff aufgesteckt. Diese Steckversion wurde schnell durch eine Klappversion ohne Dorn, immer noch am Brusttragestell, ersetzt. Auch diese Version stellte, vor allem auf Grund der Trageweise an einem Brustgeschirr, nicht zufrieden.
Die Folgebeschaffung war ein Klappspaten mit Dorn, zunächst mit Tuchfutteral und separater Bandsäge, später im Lederfutteral ohne zusätzliche Bandsäge. Beide Versionen wurden zum Kampfanzug am Koppel getragen. Dieses Konzept war wohl angelehnt an die amerikanischen Kopie eines deutschen Wehrmachtsklappspaten M 1938, das US-Modell 1951.
Die Bundeswehr verzichtete jedoch auf die noch vom Urmodell stammende Schraubmutter und setzte stattdessen einen Verriegelung mit Hilfe eines gefederten Bolzens ein.
Das aktuelle Modell der Bundeswehr ist ebenfalls eine Kopie eines amerikanischen Modells von 1967, ein dreifach klappbarer Spaten. Sehr frühe Taschen für den Klappspaten wurden in einer Kombination
aus Leder und Stoff hergestellt. Die durchgehende Rückseite bestand aus gelbolivem Stoff, die Vorderseite war eine Lederkonstruktion. Eine Lasche aus Webgurt sicherte den Spaten nach oben in der Tasche.
Anstelle der Aufschiebeschlaufe für das Koppel, befand sich beim frühen Bundeswehrmodell an der Rückseite eine den amerikanischen Mustern
folgende Drahtkonstruktion. Mit dem Wechsel von der unifarbenen Uniform in RAL 6014 (Gelboliv) zum Bundeswehr-Flecktarn ab 1990 wurden auch die später vollständig aus Stoff hergestellten Spatentaschen modifiziert. Neben einer Veränderung der Optik wurden die Futterale nun im Flecktarnmuster ausgegeben.
Auch die Bundeswehr sieht u. a. den Feldspaten als Kampfmittel im Nahkampf durch Schlag, Stoß oder Stich gegen ungeschützte Körperstellen vor.

### Nationale Volksarmee
Die am 1. März 1956 gegründete Nationale Volksarmee (NVA) der DDR sah sich ganz in der Tradition der preußischen Armee und setzte in ihrem Erscheinungsbild und einigen Ausrüstungsgegenständen klare Akzente in diese Richtung. So wurde der feststehende Feldspaten mit dem seit der Kaiserzeit typischen Futteral erneut eingeführt, wobei teilweise anstelle der Nähte nur noch Niete Verwendung fanden. Die in der DDR hergestellten Feldspaten weisen jedoch einige deutliche Veränderungen zum Vorkriegsmodell auf. So fehlt der typische eiserne vernietete Ring, der die Spatentülle umklammert sowie die Verbreiterung der Tülle auf das Spatenblatt, die mit fünf Nieten zusammengehalten wird. Bei den Spaten aus der DDR-Produktion ist die Tülle mit dem Spatenblatt verschweißt.
Die NVA kannte ab den 1960er Jahren auch den Klappspaten M38 und übernahm dessen Gestaltung in sehr ähnlicher Form. Das Tragezeug bestand aus grauem Kunstleder und umschloss nur die Kanten des Blattes. Die Blätter waren grün, grau bzw. schwarz lackiert, das Rändelrad bestand wie beim Modell M38 aus Bakelit. Der hölzerne Griff blieb wie beim Vorkriegsmodell unlackiert. Seit den 1980er Jahren wurden die Spatentaschen mit Stoffen im Strichtarnmuster ausgegeben. Zusammen mit dem Uniformtrageversuch 85–90 wurde eine neue Version des Spatens vorgestellt, die sich vom Vorgängermodell durch das an einer Seite angebrachte Sägeblatt sowie ein Loch zum Nägelziehen in der Mitte des Blattes unterschied. Die Futterale bestanden ebenfalls aus mit Strichtarn bedruckten Stoffen und umschlossen das Spatenblatt vollständig. Dieser Spaten wurde ebenso wie die Uniform nicht mehr eingeführt.

## Österreich

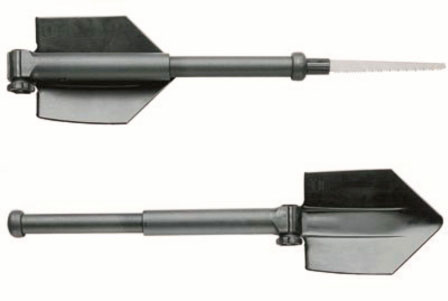
Der 1983 vorgestellte Feldspaten des Herstellers Glock

Die k.u.k.-Monarchie war eines der ersten Länder, das seine Soldaten mit dem Linnemann’schen Spaten ausrüstete. Bereits am 25. Februar 1870, als Deutschland lediglich großes Schanzzeug – und das in zu geringer Zahl – besaß, wurde auf kaiserlichen Befehl hin das komplette zweite Glied der österreichischen Infanterie mit dem Feldspaten ausgerüstet. Als Besonderheit besaß das österreichische Modell auf der einen Randseite des Schaufelblechs einen Sägerücken und auf der anderen eine scharfe Schneide. Zudem konnte dieser Spaten auch als Maßstab genutzt werden. Grundsätzlich gab es ansonsten kaum Unterschiede zum erst 1874 eingeführten deutschen Modell. Der österreichische Spaten wurde von Anfang an in einem mit einer kurzen Aufhängung versehenen Futteral am Leibriemen getragen, so dass der hölzerne Spatenstiel nach unten zeigte. Dabei wurde der Spaten über dem Bajonett getragen. General Conrad schätzte den Feldspaten als wichtiges Handwerkszeug für einen Infanteristen. Gleichzeitig warnte er davor, dass eine übermaßige Verwendung des Spatens zu einer Tendenz zum Eingraben führen würde, die den Offensivgeist einer Armee schwächen würden.
Nach der Neugründung des Österreichischen Bundesheeres 1955 wurde neben dem stehenden Spaten auch ein Klappspaten wiedereingeführt. Als ab 1957 die Herstellung des österreichischen Flecktarnmusters begann, wurden auch Spatentaschen aus damit bedrucktem Stoff hergestellt. Die Futterale besaßen an ihrer Rückseite eine breite, angenietete Schlaufe, um sie am Leibriemen zu tragen. Die Ausführung des österreichischen Klappspatens mit der Bezeichnung K4, der sehr schnell zum Standardmodell des Heeres wurde, lehnte sich stark an das Modell 1938 an. Der Stiel war aus Holz, die Metallteile, oft auch der Stiel im Olivton der österreichischen Heeres lackiert. Mit Einführung des in RAL 7013 (braungrau) gehaltenen, unifarbenen Anzugs 75 im Jahr 1975 wurde auch die Spatentaschen im entsprechenden Farbton hergestellt. Die Nutzung des österreichischen Flecktarns endete 1978.
Der im Jahr 1983 vorgestellte österreichische Glock-Klappspaten nutzt statt einem Holzgriff einen Kunststoffstiel. Damit konnte weiteres Gewicht eingespart werden. Zusätzlich wurde wieder der Gedanke des ursprünglichen österreichischen Feldspatens als Kombinationswerkzeug aufgegriffen und – diesmal im Griff – eine Säge angebracht. Neben der Österreichischen Armee wird dieser Spaten auch von Dänemark eingesetzt.

## Russland
Trotz des letztendlichen Sieges des Russischen Kaiserreiches wurde den Verantwortlichen während des Russisch-Türkischen Kriegs 1877–1878 bewusst, wie rückständig die eigene Armee auch in Bezug auf ausreichendes Schanzzeug war. Durch Befehl vom 20. Juni (2. Juli) 1878 wurde der Spaten nach dem Linnemann’schen Muster eingeführt und erste Instruktionen hierzu am 5. Juni 1879 erlassen. Als Modell MPL-50 wurde der Spaten über die Zeit der Sowjetunion hinaus bis in die Gegenwart eingesetzt. Zusätzlich wurde mit dem BSL-110 ein deutlich größerer Spaten eingeführt.

## Andere Länder, die den Linnemann'schen Spaten verwendet haben
In der Schweiz regten sich neben positiven Stimmen auch Kritiken an dem Feldspaten. So glaubte ein Leutnant 1876, dass es im Bergland wohl Anwendungsprobleme für den kleinen Feldspaten geben könnte. Neben dem bisher schon zu tragenden Gewicht für den Soldaten befand er: „… hängt man ihm noch dieses Möbel von Linnemann’schen Spaten an, so scheint uns dieses sich als eine unnütze Quälerrei des Soldaten zu qualifiziren.“ Daher sollte der Spaten nicht eingeführt werden.
Rumänien teilte ab 1877 einen Linnemann’sche Spaten nach dem österreichischen Modell bei seinen Truppen aus, während unter anderem Frankreich, England oder die Türkei auch in den 1880er Jahren auf die Einführung eines Spatens für den Infanteristen verzichteten.

## Großbritannien
Unter dem Namen Pattern 1908 entrenching tool führten die Briten einen eigenständigen Entwurf eines Feldspaten ein.

## Galerie

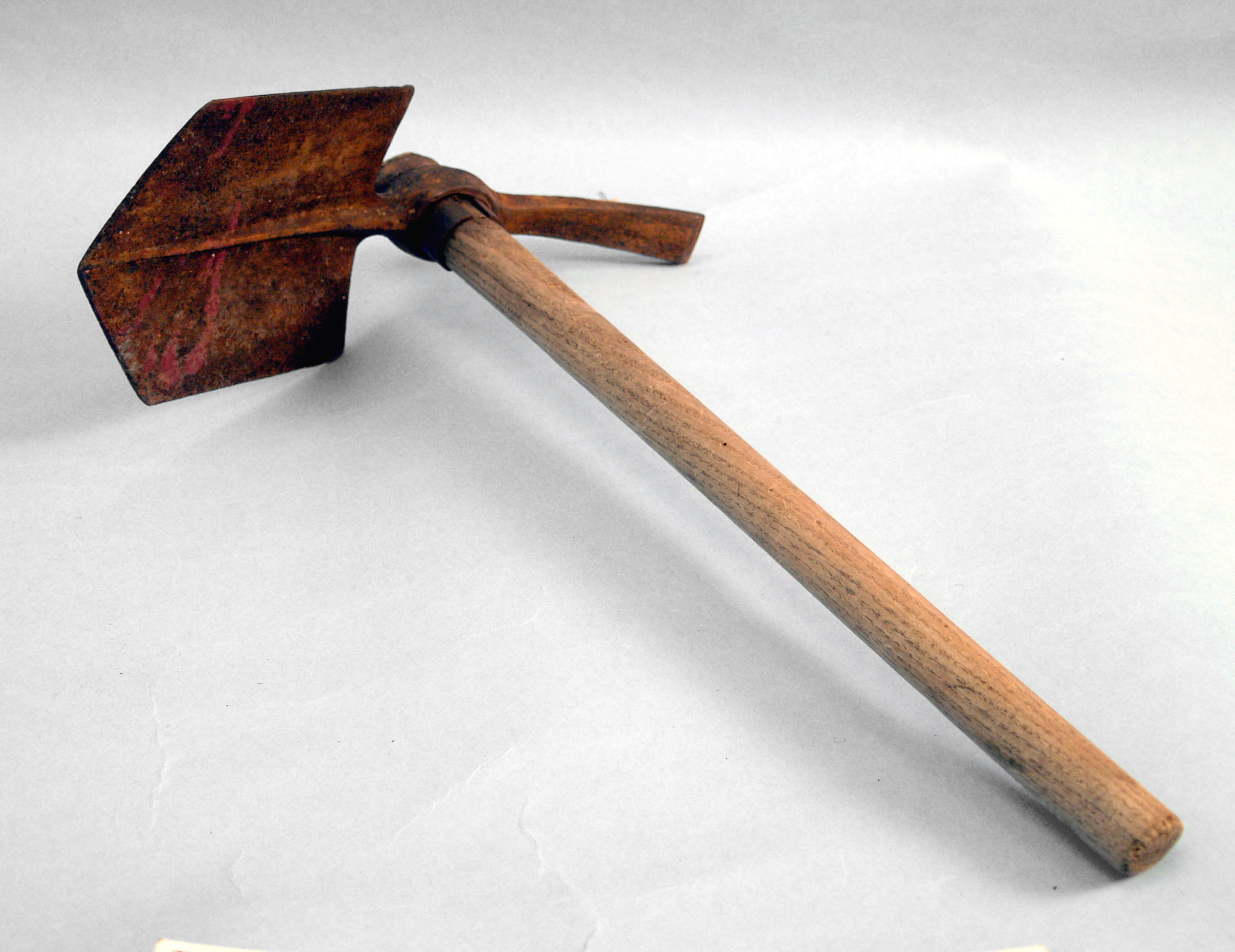
Das britische Schanzzeug pattern 1908 entrenching tool
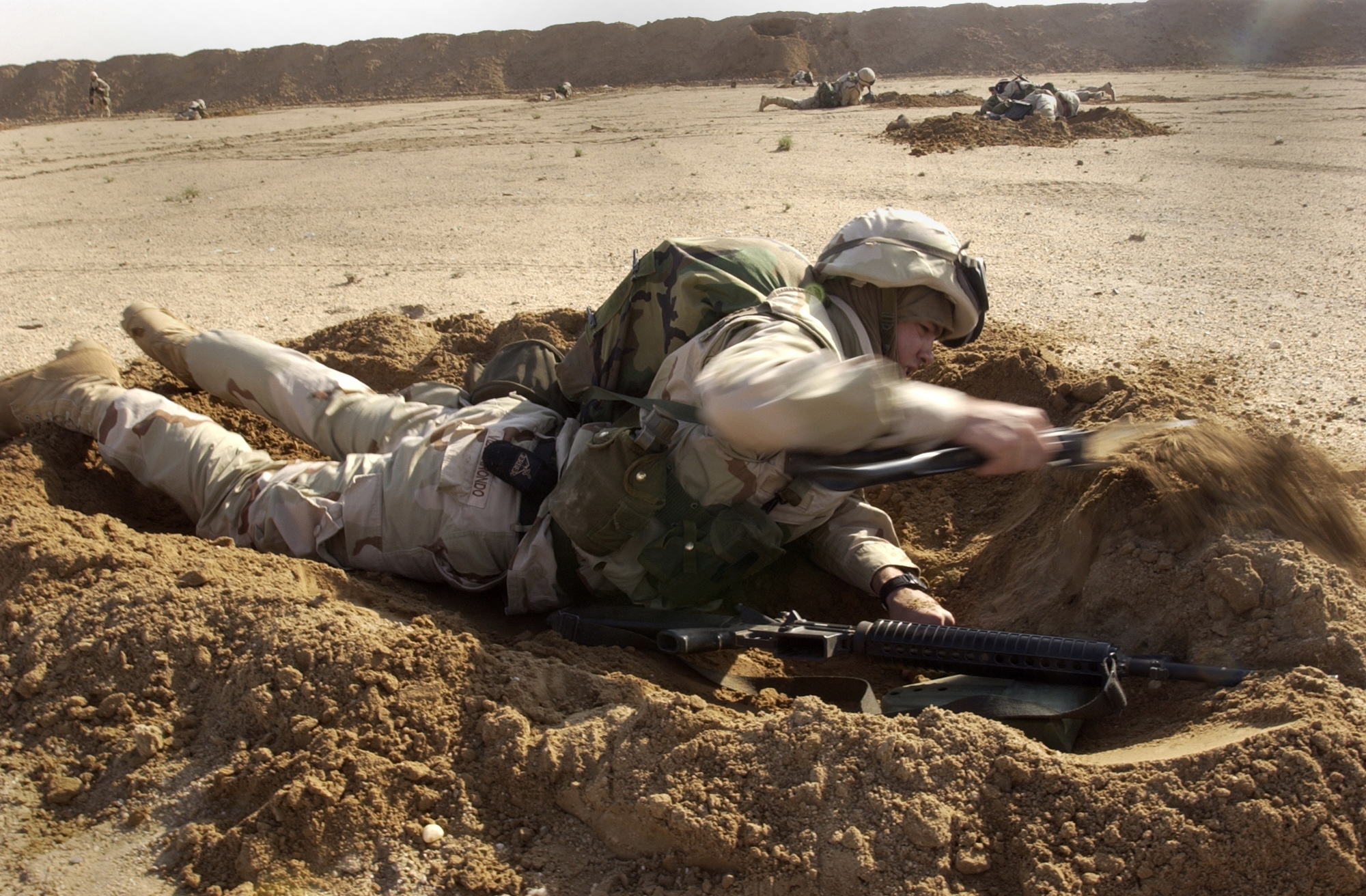
Soldat beim Ausheben einer Schützenmulde
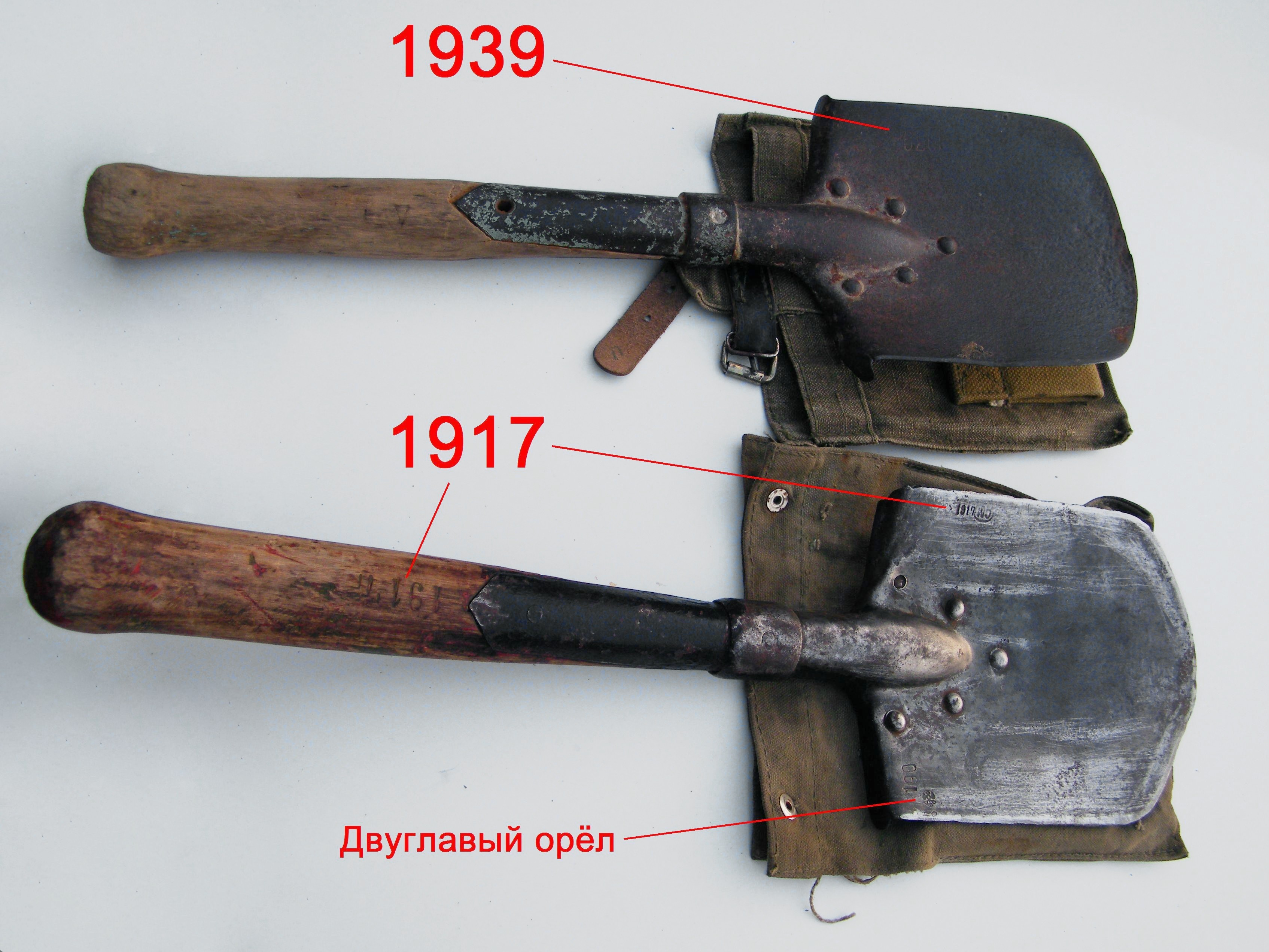
MPL-50-Modelle von 1917 und 1939
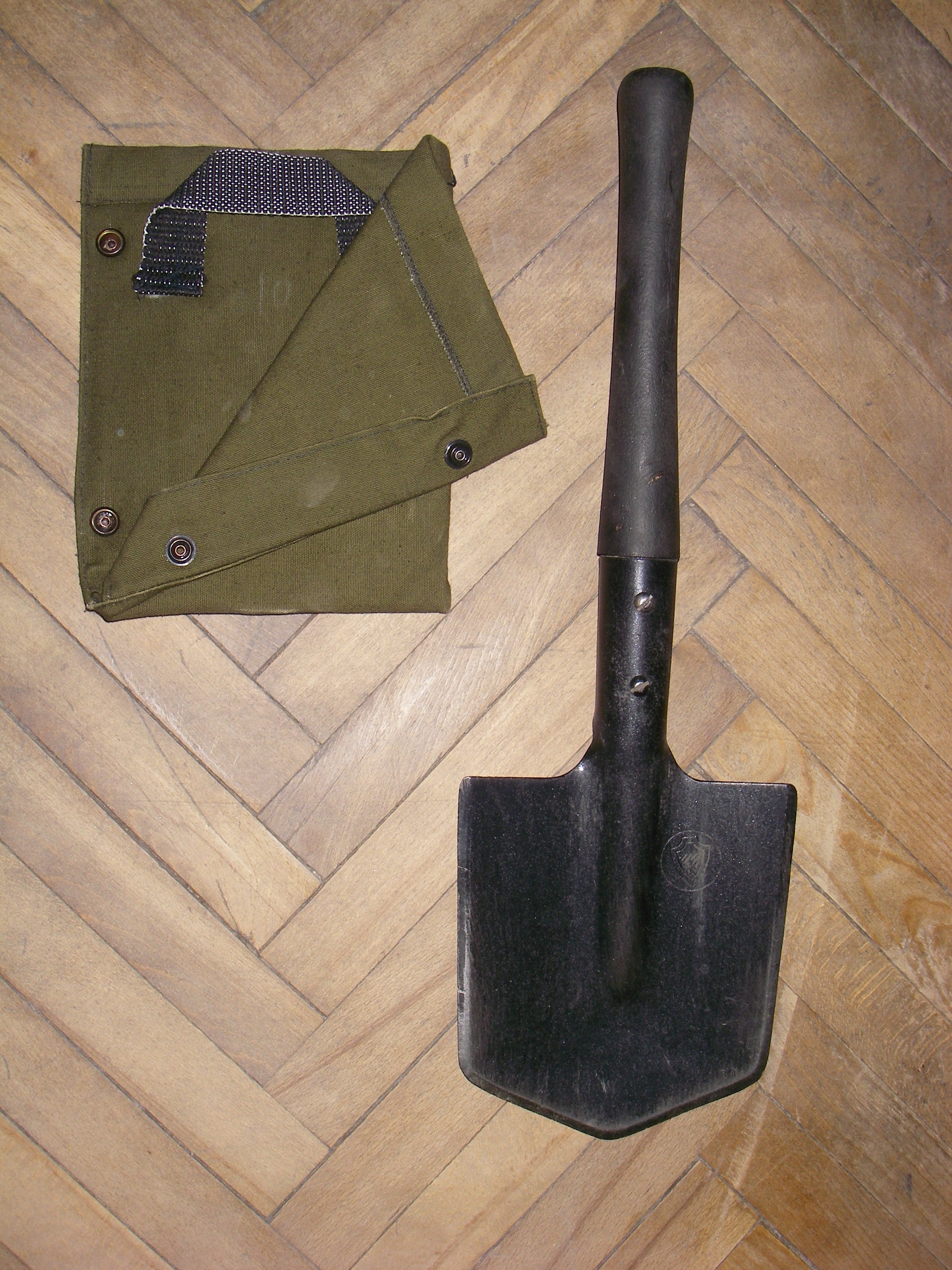
Sowjetisches Nachkriegsmodell
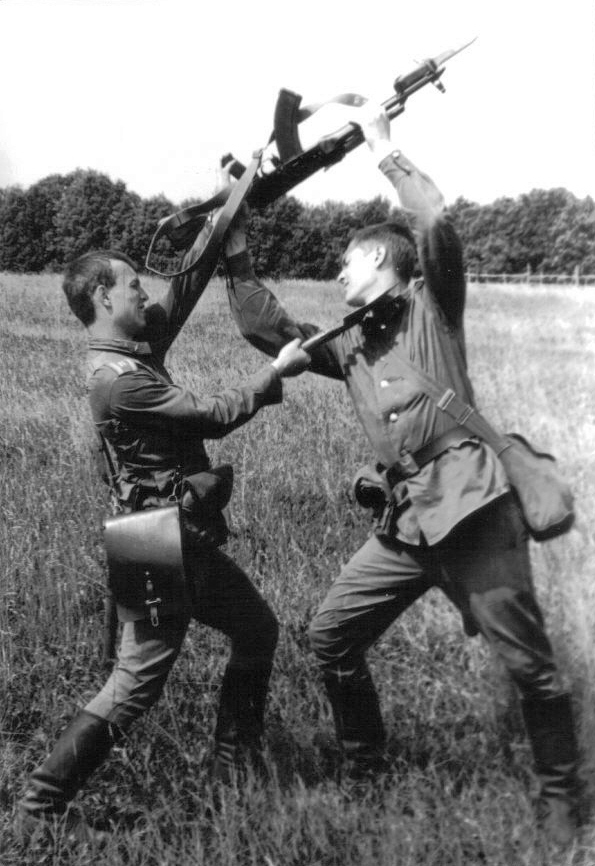
Demonstration als Nahkampfwaffe

## Trivia
In der Soldatensprache der Bundeswehr wird der Klappspaten auch „Handbagger“ genannt.
Der Ausdruck „Klappspaten“ wird als Schimpfwort und Schmähbezeichnung für Personen gebraucht.